# No Joke!
Pour les articles homonymes, voir Joke.
Albums de Meat Puppets
Too High to Die
(1994) Golden Lies
(2000)
No Joke! est le 9e album studio du groupe de rock alternatif américain, Meat Puppets. Il est sorti le 3 octobre 1995 sur le label London Records et a été produit par le groupe et Paul Leary.

## Historique
Cet album fut enregistré aux Phase Four Studios de Phoenix en Arizona et aux Westlake Studios de Los Angeles en Californie.
Successeur de Too High to Die, l'album le plus vendu du groupe, il est le dernier album du groupe avant leur première séparation en 1996. Il est aussi le dernier album avec le batteur originel, Derrick Bostrom.
Les titres Scum et Taste of the Sun sortiront en single.
L'album est produit en partie par le guitariste des Butthole Surfers, Paul Leary.

## Liste des titres
- Tous Les titres sont signés par Curt Kirkwood, sauf indications.

1. Scum - 3:53
2. Nothing - 6:26
3. Head - 4:17
4. Taste of the Sun - 3:58
5. Vampires - 4:35
6. Predator - 4:31
7. Poison Arrow - 3:11
8. Eyeball - 4:04
9. For Free - 4:29
10. Cobbler (Cris Kirkwood) - 3:25
11. Inflatable (Cris Kirkwood) - 3:27
12. Sweet Ammonia - 4:15
13. Chemical Garden - 4:14

## Musiciens du groupe
- Curt Kirkwood : chant, guitares.
- Cris Kirkwood : chant, basse.
- Derrick Bostrom : batterie, percussions.

## Musiciens additionnels
- Paul Leary : guitare solo sur inflatable.
- Joey Huffman : orgue Hammond B-3 sur Nothing et Predator, piano sur Head.
- John Hagen : violoncelle sur Head.